# Discospermum javanicum
Discospermum javanicum là một loài thực vật có hoa trong họ Thiến thảo. Loài này được (Miq.) Kuntze mô tả khoa học đầu tiên năm 1891.